# Zürchel
Zürchel (niedersorbisch Carchel) ist ein bewohnter Gemeindeteil im Ortsteil Dollenchen der Gemeinde Sallgast des Amtes Kleine Elster (Niederlausitz) im Landkreis Elbe-Elster in Brandenburg. Der Ort hieß im 14. Jahrhundert Cirkel.

## Geografie
Der Ort liegt einen Kilometer westnordwestlich von Dollenchen, zwei Kilometer nördlich von Sallgast, acht Kilometer südöstlich von Massen-Niederlausitz und zehn Kilometer ostsüdöstlich von Finsterwalde. Die Nachbarorte sind Göllnitz und Lug im Nordosten, Dollenchen und Danzigmühle im Südosten, Sallgast im Süden, Klingmühl und Lichterfeld im Südwesten sowie Lieskau im Nordwesten.

## Geschichte
Die erste urkundliche Erwähnung des Ortes stammt vom 21. September 1394. In diesem Beleg wird er mit der Bezeichnung Cirkel angegeben.